# Discografia de Onew
A discografia de Onew é composta por dois extended plays, oito singles (incluindo três como artista convidado) e seis aparições em trilhas sonoras.
Antes de estrear oficialmente como um artista solo, Onew lançou singles para projetos especiais e trilhas sonoras. Como "Starry Night", um single colaborativo com Lee Jin-ah para o projeto Station.
O primeiro extended play de Onew, intitulado Voice, foi lançado em 5 de dezembro de 2018, tendo como lead single a canção "Blue". Logo após seu lançamento o EP alcançou o primeiro lugar nas paradas do iTunes em 23 países, além de debutar na segunda posição na parada oficial de álbuns da Coreia do Sul, Gaon, e vender mais de 69 mil cópias em seu primeiro mês de lançamento. Em 11 de abril de 2022, seu segundo EP, Dice, foi lançado juntamente com o lead single de mesmo nome.

## Álbuns de estúdio
| Título       | Detalhes | Melhores posições nas paradas | Vendas        |
| Título       | Detalhes | JPN                           | Vendas        |
| ------------ | --- | ----------------------------- | ------------- |
| Life Goes On | - Lançamento: 6 de julho de 2022 (JPN) - Gravadora(s): EMI Records Japan, Universal Music Japan - Formato(s): CD, Download digital, streaming | A ser lançado                 | A ser lançado |

## Extended plays
| Título                                                                                   | Detalhes | Melhores posições nas paradas | Melhores posições nas paradas | Melhores posições nas paradas | Melhores posições nas paradas | Vendas                      |
| Título                                                                                   | Detalhes | KOR                           | JPN                           | US Heat                       | US World                      | Vendas                      |
| ---------------------------------------------------------------------------------------- | --- | ----------------------------- | ----------------------------- | ----------------------------- | ----------------------------- | --------------------------- |
| Voice                                                                                    | - Lançamento: 5 de dezembro de 2018 (KOR) - Gravadora(s): SM Entertainment - Formato(s): CD, download digital, streaming                  | 2                             | 24                            | 21                            | 8                             | - KOR: 71,501 - JPN: 10,237 |
| Dice                                                                                     | - Lançamento: 11 de abril de 2022 (KOR) - Gravadora(s): SM Entertainment - Formato(s): CD, download digital, streaming                    | 3                             | 15                            | —                             | —                             | - KOR: 139,695 - JPN: 7,964 |
| Who Sings? Vol.1                                                                         | - Lançamento: 1 de junho de 2022 (JPN) - Gravadora(s): EMI Records Japan, Universal Music Japan - Formato(s): Download digital, streaming | A ser anunciado               | A ser anunciado               | A ser anunciado               | A ser anunciado               | A ser anunciado             |
| "—" indica lançamentos que não figuraram nas paradas ou não foram lançados nessa região. | |                               |                               |                               |                               |                             |

## Singles

### Como artista principal
| Título                                                                                   | Ano  | Melhores posições nas paradas | Vendas        | Álbum                 |
| Título                                                                                   | Ano  | KOR                           | Vendas        | Álbum                 |
| Título                                                                                   | Ano  | Gaon                          | Vendas        | Álbum                 |
| ---------------------------------------------------------------------------------------- | ---- | ----------------------------- | ------------- | --------------------- |
| "Starry Night" (밤과 별의 노래) (com Lee Jin-ah)                                         | 2016 | 47                            | - KOR: 68,668 | S.M. Station Season 1 |
| "Lullaby" (수면제) (com Roco)                                                            | 2017 | 60                            | - KOR: 30,186 | Lançamento sem álbum  |
| "Blue"                                                                                   | 2018 | —                             | Sem dados     | Voice                 |
| "Way" (별 하나) (com Punch)                                                              | 2021 | 127                           | Sem dados     | Lançamento sem álbum  |
| "Dice"                                                                                   | 2022 | 16                            | Sem dados     | Dice                  |
| "—" indica lançamentos que não figuraram nas paradas ou não foram lançados nessa região. |      |                               |               |                       |

### Como artista convidado
| Título                                                               | Ano  | Álbum               |
| -------------------------------------------------------------------- | ---- | ------------------- |
| "Vanilla Love" (Lee Hyun-ji featuring Onew)                          | 2008 | Kiss Me             |
| "Vanilla Love Part 2" (Lee Hyun-ji featuring Onew)                   | 2008 | Vanilla Love Part 2 |
| "Play the Field" (어장관리) (Kim Yeon-woo featuring Onew, Yoo In-na) | 2018 | Forever Yours       |

## Colaborações
| Título                                    | Ano  | Álbum                     |
| ----------------------------------------- | ---- | ------------------------- |
| "One Year Later" (Jessica featuring Onew) | 2009 | Tell Me Your Wish (Genie) |

## Aparições em trilhas sonoras
| Título                                                                                   | Ano  | Melhores posições nas paradas | Melhores posições nas paradas | Vendas        | Álbum                                   |
| Título                                                                                   | Ano  | KOR                           | KOR                           | Vendas        | Álbum                                   |
| Título                                                                                   | Ano  | Gaon                          | Hot 100                       | Vendas        | Álbum                                   |
| ---------------------------------------------------------------------------------------- | ---- | ----------------------------- | ----------------------------- | ------------- | --------------------------------------- |
| "In Your Eyes"                                                                           | 2012 | 60                            | 52                            | - KOR: 82,605 | To the Beautiful You OST                |
| "Moonlight"                                                                              | 2014 | 54                            | —                             | - KOR: 53,095 | Miss Korea OST                          |
| "Shadow" (그림자)                                                                        | 2021 | —                             | —                             | Sem dados     | Breakup Probation: One Week OST Part 3  |
| "Meet Me When The Sun Goes Down" (태양이 지면 널 만나러 갈게 타이틀)                     | 2021 | —                             | —                             | Sem dados     | Midnight Sun OST Part 4                 |
| "Good-Bye Days" (com Kei)                                                                | 2021 | —                             | —                             | Sem dados     | Midnight Sun OST Part 4                 |
| "Dear My Spring" (다정한 봄에게 타이틀)                                                  | 2021 | —                             | —                             | Sem dados     | You Are My Spring OST Part 7            |
| "Blue" (com Elaine)                                                                      | 2021 | —                             | —                             | Sem dados     | High Class OST Part 3                   |
| "Mind Warning" (마음주의보)                                                              | 2022 | —                             | —                             | Sem dados     | Forecasting Love and Weather OST Part 2 |
| "—" indica lançamentos que não figuraram nas paradas ou não foram lançados nessa região. |      |                               |                               |               |                                         |

## Composições
|  | Indica lançamento como single |

| Canção                         | Ano  | Álbum                | Artista                                | Compositores                                                                                               |
| ------------------------------ | ---- | -------------------- | -------------------------------------- | --- |
| "Beautiful Life" (한마디)      | 2016 | 1 and 1              | SHINee                                 | Onew Andreas Öberg Simon Petrén Jonah Nilsson Kenzie Harvey Mason Jr. Mike Daley Dewain Whitmore Jr. [ a ] |
| "Illusion" (사랑이었을까)      | 2018 | Voice                | Onew                                   | Onew Roco Conan [ b ] [ 33 ]                                                                               |
| "In the Whale"                 | 2022 | Dice                 | Onew                                   | Onew Seo Ji-eum Dirty Rice M. Lee Cru Alxndr [ c ]                                                         |
| "Our Page" (네가 남겨둔 말)    | 2018 | The Story of Light   | SHINee                                 | SHINee [ d ] Kenzie                                                                                        |
| "Play the Field" (어장관리)    | 2018 | Forever Yours        | Kim Yeon-woo featuring Onew, Yoo In-na | Onew Postino [ 34 ]                                                                                        |
| "Shine On You" (온유하게 해요) | 2018 | Voice                | Onew                                   | Onew Conan [ a ]                                                                                           |
| "Shout Out" (악)               | 2010 | Lucifer              | SHINee                                 | JQ Misfit SHINee [ d ] [ 35 ]                                                                              |
| "So Amazing"                   | 2016 | 1 of 1               | SHINee                                 | Onew Erik Lidbom Takarot [ a ]                                                                             |
| "Way" (별 하나)                | 2021 | Lançamento sem álbum | Onew x Punch                           | Onew Kim Eana                                                                                              |
| "Your Name"                    | 2010 | Lucifer              | SHINee                                 | Onew Choi Min-ho Brandon Fraley [ e ]                                                                      |

## Vídeos musicais
| Como artista principal            | Como artista principal | Como artista principal | Como artista principal               | Como artista principal            | Como artista principal |
| Canção                            | Ano                    | Outro(s) Artista(s)    | Diretor(es)                          | Notas                             | Ref.                   |
| --------------------------------- | ---------------------- | ---------------------- | ------------------------------------ | --------------------------------- | ---------------------- |
| "Starry Night" (밤과 별의 노래)   | 2016                   | Lee Jin-ah             | Shinyoung Kim (Cobb Studio)          | Onew não aparece no vídeo musical | [ 36 ]                 |
| "Lullaby" (수면제)                | 2017                   | Rocoberry              | Mustache Films                       |                                   | [ 37 ]                 |
| "Blue"                            | 2018                   | —                      | Lee Jung-hoon, Kim Gi-hee (Daysdaze) |                                   | [ 38 ]                 |
| "Way" (별 하나)                   | 2021                   | Punch                  | Desconhecido                         | Vídeo lírico                      |                        |
| "Way" (별 하나)                   | 2021                   | Punch                  | Desconhecido                         | Vídeo ao vivo                     |                        |
| "Dice"                            | 2022                   | —                      | Kim Namsuk (Segaji Video)            |                                   | [ 39 ]                 |
| Como artista convidado            |                        |                        |                                      |                                   |                        |
| "Vanilla Love Part 2"             | 2008                   | Lee Hyun-ji            | Desconhecido                         |                                   | [ 40 ]                 |
| Aparições em vídeos musicais      |                        |                        |                                      |                                   |                        |
| "Don't Know You" (널 너무 모르고) | 2017                   | Heize                  | Seong Wonmo (Digipedi)               |                                   | [ 41 ]                 |